# Michal Handzuš
Michal Handzuš (Banská Bystrica, 11 marzo 1977) è un hockeista su ghiaccio slovacco.

## Palmarès

### Mondiali
- 3 medaglie:
  - 1 oro (Svezia 2002)
  - 2 argenti (Russia 2000; Finlandia/Svezia 2012)